# إلين شرايبر
إلين شرايبر (بالإنجليزية: Elaine Schreiber) هي لاعبة تنس الطاولة أسترالية، ولدت في 4 يونيو 1939، وتوفيت في 11 يونيو 2017.